# Yoav Ziv
Yoav Ziv (em hebraico: יואב זיו‎ - Hadera, 16 de Março de 1981) é um futebolista israelense, que atua no Beitar Jerusalem F.C..
[[Categoria:Jogadores da Seleção Israelense de Futebol]

Ziv nasceu em Hadera, Israel , em uma família judia . [1]